# Euston (Suffolk)
Euston is een civil parish in het bestuurlijke gebied St Edmundsbury, in het Engelse graafschap Suffolk. In 2001 telde het dorp 137 inwoners.